# ديفيد سيمون
ديفيد سيمون (بالإنجليزية: David Simon)‏ هو مجدف أمريكي، ولد في 2 ديسمبر 1979 في بلدة ويست بلومفيلد في الولايات المتحدة.

## وصلات خارجية
- ديفيد سيمون على موقع الاتحاد الدولي للتجديف (الإنجليزية)
- ديفيد سيمون على موقع اللجنة الأولمبية الدولية (الإنجليزية)
- ديفيد سيمون على موقع أوليمبيديا (الإنجليزية)